# حسن بوبكر جالو
حسن بوبكر جالو (بالإنجليزية: Hassan Bubacar Jallow)‏ (من مواليد 14 أغسطس 1951) هو قاض غامبي يشغل منصب كبير القضاة في غامبيا منذ فبراير 2017. وسبق له أن شغل منصب المدعي العام للمحكمة الجنائية الدولية لرواندا (ICTR) من 2003 إلى 2015، ومنصبَ المدعي العام لآلية المحاكم الجنائية الدولية (MICT) من 2012 إلى 2016، ومنصبَ وزير العدل والنائب العام من 1984 إلى 1994 في عهد الرئيس داودا جوارة.

## النشأة والتعليم
ولد جالو في بانسانغ، غامبيا البريطانية في 14 أغسطس 1951. كان أبو حسن إمام محلي. التحق بمدرسة القديس أوغسطين الثانوية في بانجول من عام 1963 إلى عام 1969، ومدرسة غامبيا الثانوية من عام 1969 إلى عام 1971. ودرس في جامعة دار السلام بتنزانيا عام 1973 وتخرج منها عام 1976. وأصبح محامياً في نيجيريا عام 1977 بعد أن درس لمدة عام في كلية الحقوق النيجيرية في لاغوس. وحصل على درجة الماجستير في القانون الدولي العام من كلية لندن الجامعية عام 1979.  

## الوظيفة
تم استدعاء حسن جالو إلى نقابة المحامين في غامبيا ونيجيريا في عام 1977. وتم تسجيله كمحام في المحاكم العليا في غامبيا ونيجيريا. عمل جالو كمدعي عام في غرف النائب العام في غامبيا من 1977 إلى 1982 وكان مستشارًا رئيسيًا للدولة لفترة من الوقت. كما شغل منصب المسجل العام بالنيابة المسؤول عن تسجيل الشركات وبراءات الاختراع والعلامات التجارية وما إلى ذلك. في ذلك الوقت، عمل أيضًا كخبير قانوني لمنظمة الوحدة الأفريقية وعقد مشروع الميثاق الأفريقي لحقوق الإنسان والشعوب الذي تم اعتماده في عام 1981.  
تم تعيين جالو محاميًا عامًا في عام 1982 ، ومنصبًا للمدعي العام ووزير العدل في يوليو 1984. وتمت إزالته من هذا المنصب في أعقاب انقلاب يحيى جامح في يوليو 1994.  وكان أيضًا جزءًا من مجموعة الخبراء التي ساعدت في وضع الميثاق الأفريقي لحقوق الإنسان والشعوب (ميثاق بانجول)، الذي دخل حيز التنفيذ في عام 1986. بين عامي 1989 و 1994، وشغل أيضا منصب رئيس المركز الأفريقي لدراسات الديمقراطية وحقوق الإنسان (ACDHRS) و الذي يقع فيبانجول. في عام 1997، أدانته لجنة استرداد الأصول والممتلكات العامة، وفي عام 2001، مُنع من تولي المناصب العامة لمدة خمس سنوات.
ومن ديسمبر 1998 إلى يوليو 2002 ، عمل قاضيا في المحكمة العليا في غامبيا . كما أجرى تقييمًا قضائيًا للمحكمة الجنائية الدولية لرواندا والمحكمة الجنائية الدولية ليوغوسلافيا السابقة (ICTY). وعمل في دول الكومنولث كرئيس لفريق العمل الحكومي للخبراء في حقوق الإنسان وكعضو في هيئة التحكيم في الكومنولث.  وفي يوليو / تموز 2002 ، تم فصله فجأة من الحكومة دون إبداء أسباب، لكن من المحتمل أن يكون ذلك مرتبطًا بحكم المحكمة العليا في قضية عثمان سابالي. 

## قاضي الأمم المتحدة

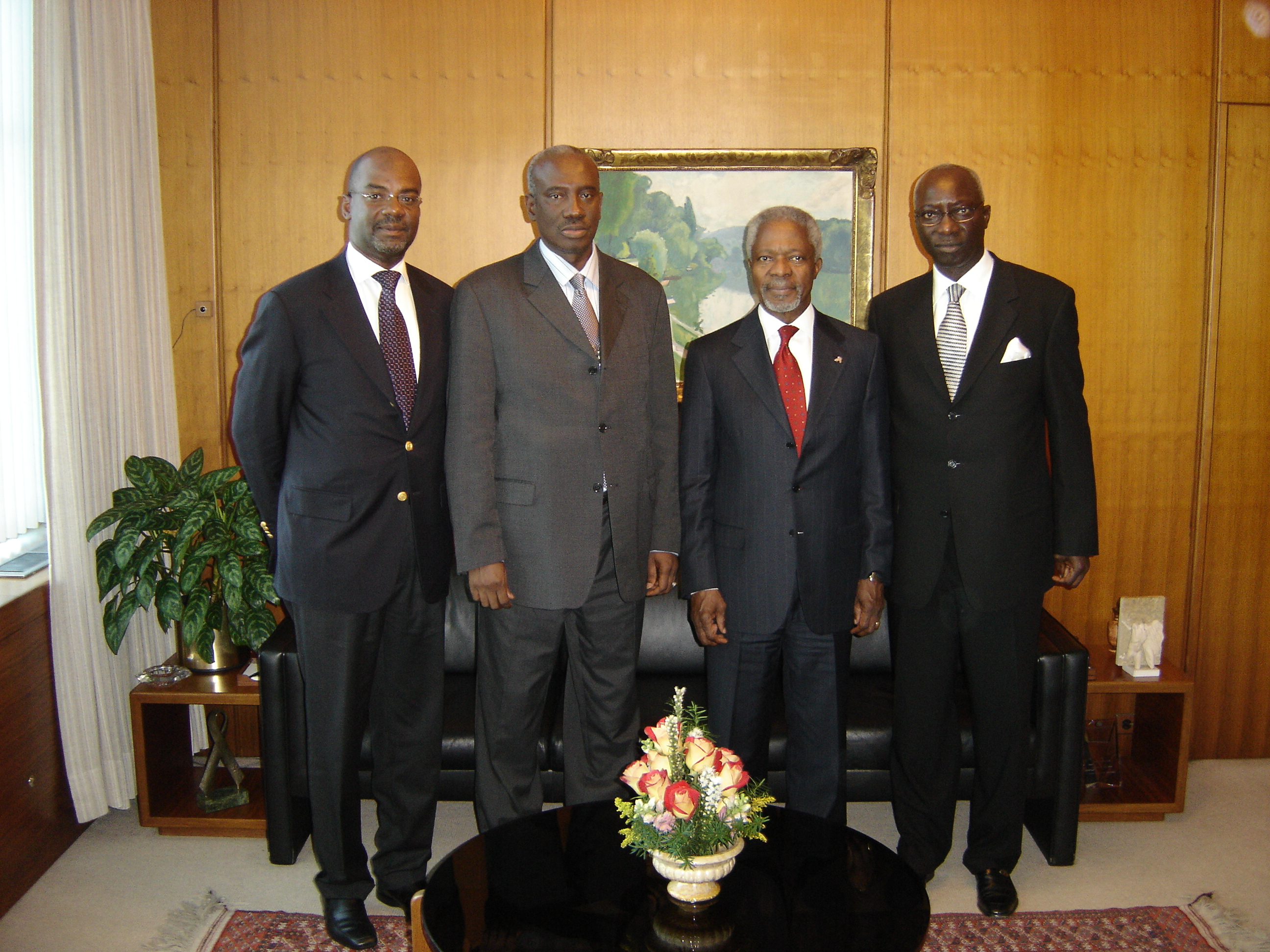
جالو مع تشارلز أديوغون فيليبس وكوفي أنان وأداما دينج في عام 2006.

وفي عام 2002، تم تعيينه قاضيًا في غرفة الاستئناف بالمحكمة الخاصة لسيراليون وعمل حتى عام 2003.  وفي عام 2003، رشحه كوفي عنان ،(الأمين العام للأمم المتحدة)، جالو لمنصب المدعي العام للمحكمة الجنائية الدولية لرواندا (ICTR). وأكد في هذا الدور من قبل مجلس الأمن التابع للأمم المتحدة، خلفا لكارلا ديل بونتي في 15 سبتمبر 2003. أصبح جالو أول مدعٍ عام للمحكمة الجنائية الدولية لرواندا وتم تجديد ولايته من قبل مجلس الأمن الدولي في عامي 2007 و 2011. 
وفي 1 مارس 2012، وتم تعيين جالو أيضًا مدعيًا عامًا لآلية المحاكم الجنائية الدولية (MICT)، لمدة أربع سنوات. وكان عضوًا في لجنة المراجعة المستقلة المعنية باستجابة الأمم المتحدة لادعاءات الاعتداء الجنسي من قبل القوات العسكرية الأجنبية في جمهورية إفريقيا الوسطى، إلى جانب ماري ديشان وياسمين سوكا.   ولدى انتهاء فترة ولايته ، أشاد به الأمين العام بان كي مون ووصفه بأنه «مفيد في التنفيذ الناجح لولاية المحكمة الجنائية الدولية لرواندا والتنفيذ الفعال لعمل مكتب المدعي العام».  في عام 2015، وأشاد تشارلز تشيرنور جالوه من جامعة فلوريدا الدولية والحاجي مارونج من المحكمة الجنائية الدولية لرواندا التابعة للأمم المتحدة بخدمة جالو في ورقة بحثية. 

## كرئيس للقضاة
في 15 فبراير 2017، أدى جالو اليمين كرئيس قضاة غامبيا بعد تعيينه من قبل رئيس غامبيا المنتخب حديثًا، أداما بارو. 
وفي عام 2020 ، كان جالو جزءًا من تحقيق مستقل (بقيادة ماري روبنسون ) لتقرير برأ أكينوومي أديسينا، رئيس بنك التنمية الأفريقي، من تهم الفساد.   